# Paracrinoidea
Los paracrinoideos (Paracrinoidea) son una clase extinta de equinodermos que aparece en el registro geológico en el Ordovícico y desaparece en el Silúrico. Se caracterizaban por poseer un cáliz formado por placas con simetría bilateral y por poseer braquiolas con una disposición uniseriada. No hay órdenes, 13 a 15 géneros se conocen.